# Intersport Heilbronn Open 2007
L'Intersport Heilbronn Open 2007 è stato un torneo di tennis facente parte della categoria ATP Challenger Series nell'ambito dell'ATP Challenger Series 2007. Il torneo si è giocato a Heilbronn in Germania dal 22 al 28 gennaio 2007 su campi in cemento indoor e aveva un montepremi di $100 000.

## Vincitori

### Singolare
Michael Berrer ha battuto in finale  Michaël Llodra che si è ritirato sul punteggio di 6-5

### Doppio
Michael Kohlmann /  Rainer Schüttler hanno battuto in finale  Sander Groen /  Michaël Llodra per walkover